# Marie-Thérèse Hermange
Marie-Thérèse Hermange (ur. 17 września 1947 w Algierze) – francuska polityk i samorządowiec, eurodeputowana w latach 1994–2004, senator.

## Życiorys
Urodziła się w Algierii, skąd została repatriowana do Francji. Zaangażowała się w działalność gaullistowskiego Zgromadzenia na rzecz Republiki, z którym w 2002 przystąpiła do Unii na rzecz Ruchu Ludowego. Pełniła funkcję zastępcy mera Paryża, w okresie gdy administracją miejską kierowali Jacques Chirac i Jean Tiberi. Była także radną rady regionalnej w Île-de-France.
W 1994 i w 1999 uzyskiwała mandat posłanki do Parlamentu Europejskiego IV i V kadencji. W pierwszej z nich była członkinią grup Europejskiego Sojuszu Demokratycznego i Unii dla Europy, w drugiej należała do grupy chadeckiej, dwukrotnie pełniła funkcję wiceprzewodniczącej Komisji Zatrudnienia i Spraw Socjalnych, pracował także w Komisji tymczasowej ds. genetyki ludzkiej i innych nowych technologii współczesnej medycyny. W PE zasiadała do 2004.
W tym samym roku została wybrana w skład francuskiego Senatu, gdzie skupiła się na kwestiach związanych z bioetyką.